# Płanetnik
Płanetnik (inne nazwy: chmurnik, obłocznik) – postać z wierzeń słowiańskich, demoniczna lub półdemoniczna istota uosabiająca zjawiska atmosferyczne. 
Wierzono, że płanetnicy kierują chmurami, zsyłają burzę i grad. Nazwa „płanetnik” pochodzi od słowa płaneta tzn. chmura, zwłaszcza burzowa (stąd też „chmurnik” i „obłocznik”), wg innego poglądu nazwa pochodzi od łacińskiego słowa planeta i jest stosunkowo młoda, w przeciwieństwie do prawdopodobnie oryginalnych form rodzimych „chmurnik” i „obłocznik”. Na południowej Słowiańszczyźnie w wyniku nałożenia się funkcji doszło do utożsamienia płanetników (zwanych tam zduhaczami) ze żmijami.
Płanetnikami zostawały dusze zmarłych nagłą śmiercią i samobójców (głównie wisielców i topielców). Wyobrażano ich sobie jako wysokich starców w szerokich kapeluszach bądź jako małe stworki. Z płanetnikami utożsamiono także parających się znachorstwem gazdów karpackich i podhalańskich, którzy pełnili funkcje lokalnych uzdrowicieli. Płanetnik był „bocorem” – pierwowzorem słowiańskiego „szamana”, który odstręczał wiejskie chałupy od upiorów i złośliwych duchów. Wierzono, że dusze zmarłych śmiercią samobójczą płanetników powracały do świata żywych jako zduhacze. Z kolei, ciała takich pozostawały związane przekleństwem pod postacią żmija, do czasu wypełnienia się losu płanetnika, który jako samobójca aspirował, by powrócić zza grobu i ponownie stawić czoła upiorom.  
Zależnie od okoliczności, płanetnicy mogli być ludziom przychylni albo wrodzy. Ich przychylność można było zyskać rzucając mąkę na wiatr lub do ognia. Przychylni płanetnicy zstępowali na ziemię i ostrzegali ludzi przed burzą oraz chronili przed suszą.
Płanetnikami byli również wybrani mężczyźni obdarzeni mocą kontrolowania pogody. Tuż przed burzą byli oni wciągani przez niebo (względnie przez tęczę) i toczyli w powietrzu walkę ze smokami powietrznymi symbolizującymi chmury burzowe i gradowe, względnie wychodzili na pole i odpędzali burzę magicznymi zaklęciami.
Mianem płanetników określano też ludzi przepowiadających jak również kontrolujących pogodę. 
Postać płanetnika była często wspominana w literaturze okresu Młodej Polski, np. w Powieści o Płanetniku Antoniego Langego czy w Płanetnikach Władysława Orkana; także w twórczości Bolesława Leśmiana, np. w utworze Strój (z tomu Łąka). Bohater opowieści Syn boginki Adolfa Dygasińskiego także staje się płanetnikiem.